# Hippiasz (sofista)
Hippiasz z Elidy (gr. Ἱππίας Hippias; ur. w V w. p.n.e. w Elidzie, zm. w IV w. p.n.e.) – starogrecki uczony-polihistor: filozof, poeta, polityk, technik i rzemieślnik, zaliczany do sofistów. Należał do tzw. nurtu naturalistycznego w sofizmie, przeciwstawiającego ludzkie prawo naturze. Platon zatytułował dwa ze swych dialogów jego imieniem. Hippiasz uważał, że wie wszystko.

## Metody nauczania
Hippiasz, jak inni sofiści, cel swej nauki widział w przysposobieniu do polityki, lecz stosował odmienne niż większość metody. Lekceważył antylogię, retorykę i synonimikę w zamian oferując polimathię – wiedzę encyklopedyczną i mnemotechniki pozwalające na zapamiętanie większej ilości informacji. Uczył  nauk przyrodniczych.

## Nomosiphysis
W filozofii Hippiasza istotną rolę odgrywało przeciwstawienie natury (φύσις, physis) i prawa (νόμος, nomos). Uważa się, że to przeciwstawienie jest początkiem doktryny prawa natury.
Dla Hippiasza naturą było to, co ludzi łączy i zgodnie z nią ludzie byli sobie równi. Prawo natury to prawo oparte na tej pierwotnej, wspólnej dla wszystkich ludzi naturze. Prawo ludzkie natomiast przeciwstawia się tej równości, dzieląc ludzi i odróżniając ich od siebie. Sprzeciwiając się naturze, prawo ludzkie staje się "tyranem ludzi". Prawo natury jest wieczne i niezmienne. Prawo ludzkie natomiast jest przygodne i Hippiasz odmawia mu wartości. Tezy te miały istotne konsekwencje dla starożytnej filozofii politycznej. Prawo ludzkie stało się prawem opartym wyłącznie na społecznej konwencji, którą można zmieniać i dowolnie kształtować. Tym samym doprowadzono do desakralizacji praw ludzkich. Jedność natury ludzkiej stała się także podstawą kosmopolityzmu, dzięki niej bowiem wszyscy ludzie są sobie braćmi, niezależnie od tego do jakiej polis należą, czy jakim językiem mówią.
Tezy Hippiasza dotyczące prawa natury zostały zradykalizowane przez Antyfonta, wzywającego do łamania prawa pozytywnego.